# Segunda Categoría de Santo Domingo de los Tsáchilas 2015
El Campeonato Provincial de Segunda Categoría de Santo Domingo de los Tsáchilas 2015 fue un torneo de fútbol en Ecuador en el cual compitieron equipos de la Provincia de Santo Domingo de los Tsáchilas. El torneo fue organizado por la Asociación de Fútbol No Amateur de Santo Domingo de los Tsáchilas (AFNATSA) y avalado por la Federación Ecuatoriana de Fútbol. El torneo empezó el 18 de abril de 2015 y finalizó el 12 de julio de 2015. Participaron 7 clubes de fútbol y entregó 2 cupos al Zonal de Ascenso de la Segunda Categoría 2015 por el ascenso a la Serie B.

## Sistema de campeonato
El sistema determinado por la Asociación de Fútbol No Amateur de Santo Domingo de los Tsáchilas fue el siguiente:
- Se jugó una etapa única con los 7 equipos establecidos, fue todos contra todos ida y vuelta (14 fechas), en cada fecha un equipo tuvo descanso, al final los equipos que terminaron en primer y segundo lugar clasificaron a los zonales  de Segunda Categoría 2015 como campeón y vicecampeón respectivamente.

## Equipos participantes
| Equipos participantes                             | Equipos participantes | Equipos participantes            |
| ------------------------------------------------- | --------------------- | -------------------------------- |
|                                                   |                       |                                  |
| Equipo                                            | Ciudad                | Estadio                          |
| Club Cultural y Deportivo Águilas                 | Santo Domingo         | Estadio Etho Vega                |
| Club Deportivo Colorados Jaipadida Sporting Club  | Santo Domingo         | Estadio Obando y Pacheco         |
| Club Deportivo Japan Auto                         | Santo Domingo         | Estadio Obando y Pacheco         |
| Pepilla Fútbol Club                               | La Concordia          | Estadio Jorge Chiriboga Guerrero |
| Club Deportivo Ramos y Ramos                      | Santo Domingo         | Estadio Obando y Pacheco         |
| Club Deportivo Especializado Formativo San Rafael | La Concordia          | Estadio Jorge Chiriboga Guerrero |
| Club Deportivo Talleres                           | Santo Domingo         | Estadio Obando y Pacheco         |

## Equipos por Cantón
| Cantón                                                   | N.º | Equipos                                                            |
| -------------------------------------------------------- | --- | ------------------------------------------------------------------ |
| Archivo:Flag of Santo Domingo, Ecuador.svg Santo Domingo | 5   | Águilas, Talleres, Ramos y Ramos, Japan Auto y Colorados Jaipadida |
| Archivo:Flag of La Concordia.svg La Concordia            | 2   | San Rafael y Pepilla FC                                            |

## Clasificación
|                                            |    | Equipo              | PJ | PG | PE | PP | GF | GC | DG  | PTS |
| ------------------------------------------ | -- | ------------------- | -- | -- | -- | -- | -- | -- | --- | --- |
| Archivo:Flag of Santo Domingo, Ecuador.svg | 1. | Águilas             | 11 | 6  | 5  | 0  | 21 | 6  | +15 | 23  |
| Archivo:Flag of Santo Domingo, Ecuador.svg | 2. | Colorados Jaipadida | 11 | 5  | 5  | 1  | 17 | 12 | +5  | 20  |
| Archivo:Flag of Santo Domingo, Ecuador.svg | 3. | Ramos y Ramos       | 11 | 4  | 4  | 3  | 15 | 13 | +2  | 16  |
| Archivo:Flag of La Concordia.svg           | 4. | Pepilla F.C.        | 11 | 3  | 5  | 3  | 20 | 14 | +6  | 14  |
| Archivo:Flag of La Concordia.svg           | 5. | San Rafael          | 11 | 3  | 5  | 3  | 14 | 20 | -6  | 14  |
| Archivo:Flag of Santo Domingo, Ecuador.svg | 6. | Talleres            | 12 | 3  | 4  | 5  | 13 | 17 | -4  | 13  |
| Archivo:Flag of Santo Domingo, Ecuador.svg | 7. | Japan Auto          | 11 | 1  | 0  | 10 | 13 | 31 | -18 | 3   |

|  | Campeón y clasificado a los zonales de Segunda Categoría 2015.     |
|  | Vicecampeón y clasificado a los zonales de Segunda Categoría 2015. |

## Evolución de la clasificación
| Equipo / Jornada                                               | 01 | 02 | 03 | 04 | 05 | 06 | 07 | 08 | 09 | 10 | 11 | 12 | 13 | 14 |
| -------------------------------------------------------------- | -- | -- | -- | -- | -- | -- | -- | -- | -- | -- | -- | -- | -- | -- |
| Archivo:Flag of Santo Domingo, Ecuador.svg Águilas             | 1  | 3  | 4  | 2  | 1  | 1  | 1  | 1  | 1  | 1  | 1  | 1  | 1  | 1  |
| Archivo:Flag of Santo Domingo, Ecuador.svg Colorados Jaipadida | 4  | 2  | 2  | 4  | 3  | 4  | 3  | 3  | 3  | 2  | 2  | 2  | 2  | 2  |
| Archivo:Flag of Santo Domingo, Ecuador.svg Ramos y Ramos       | 3  | 6  | 6  | 5  | 6  | 6  | 6  | 5  | 6  | 4  | 6  | 3  | 3  | 3  |
| Archivo:Flag of La Concordia.svg Pepilla F.C.                  | 2  | 5  | 5  | 6  | 5  | 5  | 5  | 6  | 5  | 6  | 5  | 4  | 4  | 4  |
| Archivo:Flag of La Concordia.svg San Rafael                    | 5  | 1  | 1  | 1  | 4  | 3  | 4  | 4  | 4  | 5  | 4  | 6  | 5  | 5  |
| Archivo:Flag of Santo Domingo, Ecuador.svg Talleres            | 6  | 4  | 3  | 3  | 2  | 2  | 2  | 2  | 2  | 3  | 3  | 5  | 6  | 6  |
| Archivo:Flag of Santo Domingo, Ecuador.svg Japan Auto          | 7  | 7  | 7  | 7  | 7  | 7  | 7  | 7  | 7  | 7  | 7  | 7  | 7  | 7  |

## Resultados
| Archivo:Flag of Santo Domingo, Ecuador.svg | Ramos y Ramos | 2 - 2 | Pepilla F.C.        | Archivo:Flag of La Concordia.svg           | Obando y Pacheco         | 18 de abril | 12:30 |
| Archivo:Flag of Santo Domingo, Ecuador.svg | Japan Auto    | 1 - 2 | Águilas             | Archivo:Flag of Santo Domingo, Ecuador.svg | Obando y Pacheco         | 18 de abril | 16:30 |
| Archivo:Flag of La Concordia.svg           | San Rafael    | 1 - 1 | Colorados Jaipadida | Archivo:Flag of Santo Domingo, Ecuador.svg | Jorge Chiriboga Guerrero | 19 de abril | 15:00 |
|                                            | Libre:        | -     | Talleres            | Archivo:Flag of Santo Domingo, Ecuador.svg | -----                    | -----       | ----- |

| Archivo:Flag of Santo Domingo, Ecuador.svg | Japan Auto          | 1 - 2 | Talleres      | Archivo:Flag of Santo Domingo, Ecuador.svg | Obando y Pacheco         | 26 de abril | 13:20 |
| Archivo:Flag of Santo Domingo, Ecuador.svg | Colorados Jaipadida | 2 - 0 | Ramos y Ramos | Archivo:Flag of Santo Domingo, Ecuador.svg | Obando y Pacheco         | 26 de abril | 15:30 |
| Archivo:Flag of La Concordia.svg           | Pepilla F.C.        | 1 - 3 | San Rafael    | Archivo:Flag of La Concordia.svg           | Jorge Chiriboga Guerrero | 26 de abril | 15:00 |
|                                            | Libre:              | -     | Águilas       | Archivo:Flag of Santo Domingo, Ecuador.svg | -----                    | -----       | ----- |

| Archivo:Flag of Santo Domingo, Ecuador.svg | Águilas    | 0 - 0 | Pepilla F.C.        | Archivo:Flag of La Concordia.svg           | Obando y Pacheco         | 2 de mayo | 13:20 |
| Archivo:Flag of Santo Domingo, Ecuador.svg | Talleres   | 1 - 1 | Colorados Jaipadida | Archivo:Flag of Santo Domingo, Ecuador.svg | Obando y Pacheco         | 2 de mayo | 15:30 |
| Archivo:Flag of La Concordia.svg           | San Rafael | 1 - 1 | Ramos y Ramos       | Archivo:Flag of Santo Domingo, Ecuador.svg | Jorge Chiriboga Guerrero | 3 de mayo | 14:00 |
|                                            | Libre:     | -     | Japan Auto          | Archivo:Flag of Santo Domingo, Ecuador.svg | -----                    | -----     | ----- |

| Archivo:Flag of Santo Domingo, Ecuador.svg | Japan Auto          | 1 - 2 | San Rafael    | Archivo:Flag of La Concordia.svg           | Obando y Pacheco         | 9 de mayo  | 13:00 |
| Archivo:Flag of Santo Domingo, Ecuador.svg | Colorados Jaipadida | 1 - 4 | Águilas       | Archivo:Flag of Santo Domingo, Ecuador.svg | Obando y Pacheco         | 9 de mayo  | 15:00 |
| Archivo:Flag of La Concordia.svg           | Pepilla F.C.        | 1 - 2 | Talleres      | Archivo:Flag of Santo Domingo, Ecuador.svg | Jorge Chiriboga Guerrero | 10 de mayo | 13:00 |
|                                            | Libre:              | -     | Ramos y Ramos | Archivo:Flag of Santo Domingo, Ecuador.svg | -----                    | -----      | ----- |

| 20px                                       | Ramos y Ramos       | 0 - 3 | Talleres     | Archivo:Flag of Santo Domingo, Ecuador.svg | Obando y Pacheco         | 16 de mayo | 13:20 |
| Archivo:Flag of Santo Domingo, Ecuador.svg | Colorados Jaipadida | 2 - 0 | Japan Auto   | Archivo:Flag of Santo Domingo, Ecuador.svg | Obando y Pacheco         | 16 de mayo | 15:30 |
| Archivo:Flag of La Concordia.svg           | San Rafael          | 0 - 5 | Águilas      | Archivo:Flag of Santo Domingo, Ecuador.svg | Jorge Chiriboga Guerrero | 17 de mayo | 14:00 |
|                                            | Libre:              | -     | Pepilla F.C. | Archivo:Flag of La Concordia.svg           | -----                    | -----      | ----- |

| Archivo:Flag of Santo Domingo, Ecuador.svg | Talleres     | 1 - 1 | San Rafael          | Archivo:Flag of La Concordia.svg           | Obando y Pacheco         | 23 de mayo | 14:00 |
| Archivo:Flag of Santo Domingo, Ecuador.svg | Águilas      | 2 - 1 | Ramos y Ramos       | Archivo:Flag of Santo Domingo, Ecuador.svg | Obando y Pacheco         | 23 de mayo | 16:00 |
| Archivo:Flag of La Concordia.svg           | Pepilla F.C. | 4 - 0 | Japan Auto          | Archivo:Flag of Santo Domingo, Ecuador.svg | Jorge Chiriboga Guerrero | 24 de mayo | 14:00 |
|                                            | Libre:       | -     | Colorados Jaipadida | Archivo:Flag of Santo Domingo, Ecuador.svg | -----                    | -----      | ----- |

| Archivo:Flag of Santo Domingo, Ecuador.svg | Ramos y Ramos       | 4 - 1 | Japan Auto   | Archivo:Flag of Santo Domingo, Ecuador.svg | Obando y Pacheco | 30 de mayo | 12:00 |
| Archivo:Flag of Santo Domingo, Ecuador.svg | Colorados Jaipadida | 1 - 1 | Pepilla F.C. | Archivo:Flag of La Concordia.svg           | Obando y Pacheco | 30 de mayo | 14:00 |
| Archivo:Flag of Santo Domingo, Ecuador.svg | Águilas             | 0 - 0 | Talleres     | Archivo:Flag of Santo Domingo, Ecuador.svg | Obando y Pacheco | 30 de mayo | 16:00 |
|                                            | Libre:              | -     | San Rafael   | Archivo:Flag of La Concordia.svg           | -----            | -----      | ----- |

| Archivo:Flag of Santo Domingo, Ecuador.svg | Talleres     | 1 - 3 | Águilas             | Archivo:Flag of Santo Domingo, Ecuador.svg | Obando y Pacheco         | 6 de junio | 14:00 |
| Archivo:Flag of Santo Domingo, Ecuador.svg | Japan Auto   | 1 - 3 | Ramos y Ramos       | Archivo:Flag of Santo Domingo, Ecuador.svg | Obando y Pacheco         | 6 de junio | 16:00 |
| Archivo:Flag of La Concordia.svg           | Pepilla F.C. | 1 - 2 | Colorados Jaipadida | Archivo:Flag of Santo Domingo, Ecuador.svg | Jorge Chiriboga Guerrero | 7 de junio | 15:00 |
|                                            | Libre:       | -     | San Rafael          | Archivo:Flag of La Concordia.svg           | -----                    | -----      | ----- |

| Archivo:Flag of Santo Domingo, Ecuador.svg | Japan Auto    | 0 - 3 | Pepilla F.C.        | Archivo:Flag of La Concordia.svg           | Obando y Pacheco         | 13 de junio | 12:00 |
| Archivo:Flag of Santo Domingo, Ecuador.svg | Ramos y Ramos | 0 - 0 | Águilas             | Archivo:Flag of Santo Domingo, Ecuador.svg | Obando y Pacheco         | 13 de junio | 14:00 |
| Archivo:Flag of La Concordia.svg           | San Rafael    | 0 - 0 | Talleres            | Archivo:Flag of Santo Domingo, Ecuador.svg | Jorge Chiriboga Guerrero | 14 de junio | 14:00 |
|                                            | Libre:        | -     | Colorados Jaipadida | Archivo:Flag of Santo Domingo, Ecuador.svg | -----                    | -----       | ----- |

| Archivo:Flag of Santo Domingo, Ecuador.svg | Japan Auto | 2 - 3 | Colorados Jaipadida | Archivo:Flag of Santo Domingo, Ecuador.svg | Obando y Pacheco | 20 de junio | 10:00 |
| Archivo:Flag of Santo Domingo, Ecuador.svg | Talleres   | 0 - 1 | Ramos y Ramos       | Archivo:Flag of Santo Domingo, Ecuador.svg | Obando y Pacheco | 20 de junio | 12:00 |
| Archivo:Flag of Santo Domingo, Ecuador.svg | Águilas    | 3 - 0 | San Rafael          | Archivo:Flag of La Concordia.svg           | Obando y Pacheco | 20 de junio | 14:00 |
|                                            | Libre:     | -     | Pepilla F.C.        | Archivo:Flag of La Concordia.svg           | -----            | -----       | ----- |

| Archivo:Flag of Santo Domingo, Ecuador.svg | Talleres   | 0 - 3 | Pepilla F.C.        | Archivo:Flag of La Concordia.svg           | Obando y Pacheco         | 27 de junio | 14:00 |
| Archivo:Flag of Santo Domingo, Ecuador.svg | Águilas    | 0 - 0 | Colorados Jaipadida | Archivo:Flag of Santo Domingo, Ecuador.svg | Obando y Pacheco         | 27 de junio | 16:00 |
| Archivo:Flag of La Concordia.svg           | San Rafael | 4 - 3 | Japan Auto          | Archivo:Flag of Santo Domingo, Ecuador.svg | Jorge Chiriboga Guerrero | 28 de junio | 14:00 |
|                                            | Libre:     | -     | Ramos y Ramos       | Archivo:Flag of Santo Domingo, Ecuador.svg | -----                    | -----       | ----- |

| Archivo:Flag of Santo Domingo, Ecuador.svg | Ramos y Ramos       | 2 - 0 | San Rafael | Archivo:Flag of La Concordia.svg           | Obando y Pacheco         | 4 de julio | 14:00 |
| Archivo:Flag of Santo Domingo, Ecuador.svg | Colorados Jaipadida | 3 - 1 | Talleres   | Archivo:Flag of Santo Domingo, Ecuador.svg | Obando y Pacheco         | 4 de julio | 16:00 |
| Archivo:Flag of La Concordia.svg           | Pepilla F.C.        | 2 - 2 | Águilas    | Archivo:Flag of Santo Domingo, Ecuador.svg | Jorge Chiriboga Guerrero | 5 de julio | 14:00 |
|                                            | Libre:              | -     | Japan Auto | Archivo:Flag of Santo Domingo, Ecuador.svg | -----                    | -----      | ----- |

| Archivo:Flag of Santo Domingo, Ecuador.svg | Talleres      | 2 - 3 | Japan Auto          | Archivo:Flag of Santo Domingo, Ecuador.svg | Obando y Pacheco         | 11 de julio | 10:00 |
| Archivo:Flag of Santo Domingo, Ecuador.svg | Ramos y Ramos | 1 - 1 | Colorados Jaipadida | Archivo:Flag of Santo Domingo, Ecuador.svg | Obando y Pacheco         | 11 de julio | 16:00 |
| Archivo:Flag of La Concordia.svg           | San Rafael    | 2 - 2 | Pepilla F.C.        | Archivo:Flag of La Concordia.svg           | Jorge Chiriboga Guerrero | 12 de julio | 14:00 |
|                                            | Libre:        | -     | Águilas             | Archivo:Flag of Santo Domingo, Ecuador.svg | -----                    | -----       | ----- |

| Archivo:Flag of Santo Domingo, Ecuador.svg | Colorados Jaipadida | - | San Rafael    | Archivo:Flag of La Concordia.svg           | - - - - | No se programó | --:-- |
| Archivo:Flag of La Concordia.svg           | Pepilla F.C.        | - | Ramos y Ramos | Archivo:Flag of Santo Domingo, Ecuador.svg | - - - - | No se programó | --:-- |
| Archivo:Flag of Santo Domingo, Ecuador.svg | Águilas             | - | Japan Auto    | Archivo:Flag of Santo Domingo, Ecuador.svg | - - - - | No se programó | --:-- |
|                                            | Libre:              | - | Talleres      | Archivo:Flag of Santo Domingo, Ecuador.svg | -----   | -----          | ----- |

## Campeón
| |
| · Archivo:Flag of Santo Domingo, Ecuador.svg |
| Club Cultural y Deportivo Águilas 8.° Título Clasifica a los zonales de la Segunda Categoría 2015 - También clasifica Club Deportivo Colorados Jaipadida Sporting Club como Vicecampeón. |